# 烏特斯蒂卡爾冰川
67°33′S 61°20′E / 67.550°S 61.333°E
烏特斯蒂卡爾冰川（英語：Utstikkar Glacier）是南極洲的冰川，位於麥克羅伯特森地，發源自莫耶斯峰附近，最終注入烏特斯蒂卡爾灣和艾利森灣之間，由挪威製圖師根據該國探險隊的空中照片繪入地圖。